# Иво Тартаља
Иво Тартаља (Београд, 31. јул 1930 — Београд, 3. новембар 2020) био је српски теоретичар и историчар књижевности, професор Филолошког факултета Универзитета у Београду и почасни члан оснивач Удружења за културу, уметност и међународну сарадњу „Адлигат” у којем се налази породична Збирка породице Тартаља.

## Биографија
Иво Тартаља рођен је 31. јула 1930. у Београду, у једној од последњих грофовских породица на Балкану. Његов отац био је књижевник и песник Гвидо Тартаља а стриц сликар Марино Тартаља.
Тартаља се школовао у Београду, где је завршио Основну школу „Вук Караџић“, Прву мушку гимназију, а затим и Филозофски факултет (филозофска група), на коме је докторирао 1961. године. Радио је на Катедри за општу књижевност и теорију књижевности Филозофског, потом Филолошког факултета од 1955. до пензионисања 1995. године. Поред редовне наставе на факултету изводио је течајеве за постдипломску наставу у Београду, Новом Саду и Приштини. По више семестара такође је одржавао наставу из теорије књижевности на новооснованим факултетима у Нишу и Крагујевцу. Од оснивања Института за књижевност и уметност (најпре Центра за теорију књижевности и уметности) радио је у екипи оснивача и више година као референт за естетику (1960–1968).
Радио је као секретар Одбора за критичка издања у САНУ (1972-1975), као члан уредништва библиотеке „Књижевна мисао“ Српске књижевне задруге, едиције „Српска књижевна критика“ Института за књижевност, као и у редакцијама више периодичних публикација.
Преминуо је 3. новембра 2020. године у Београду.
Тартаља је био почасни члан и оснивач Адлигата.

## Дела
Као посебна издања објавио је књиге: 
- Почеци рада на историји опште књижевности код Срба (Српска академија наука и уметности, 1964), - докторска дисертација[6]
- Ђуре Даничића лекције из естетике ( Институт за књижевност и уметност, 1968)[7]
- Приповедачева естетика, прилог познавању Андрићеве поетике (Нолит, 1979)[8]
- Београд 21 века – из старих утопија и антиутопија (Српска књижевна задруга, 1989)[9]
- Пут поред знакова (Матица Српска, 1991, Завод за уџбенике, Бања Лука, 2006)[10]
- Теорија књижевности за средње школе (Завод за уџбенике, Београд, 1998, 2000, 2003, 2006, 2008, 2013)[11]
- До праестетике (Издавачка књижарница Зорана Стојановића, 2007)[12]
- Песма о песми: широм књижевности (Српска књижевна задруга, 2013)[13]
- Естетика Ђуре Даничића, постхумно, 2019.[14]

Приредио је за штампу Студије и критике Љубомира Недића, три књиге Сабраних дела Богдана Поповића (О уметности и стилу, Књижевна теорија и естетика, Листићи и други чланци), и књигу Војина Ракића Богдан Поповић из разговора давних. Уредио је и поједине зборнике.
Библиографија његових радова објављених до 1986. године објављена је у склопу дела „Анали Филолошког факултета” 1979. и 1996. године.

## Награде и признања
- Награда „Ђорђе Јовановић”, за књигу Песма о песми, 2014.[16][17]
- Награда „Младен Лесковац”, за 2012, 2013. и 2014.[18][19][20]
- Повеља захвалности Удружења за културу, уметност и међународну сарадњу „Адлигат”[21]